# 드래건플라이 (검색 엔진)
드래건플라이(Drgonfly)는 구글이 개발한 웹 검색 엔진 프로토타입이었으며 중국의 검열과 호환되도록 설계되었다. 2018년 8월 디 인터셉트가 구글 직원의 해당 프로젝트에 관해 적은 내부 메모를 유출했을 때 드래건플라이의 존재가 일반에 밝혀졌다. 2018년 12월, 구글 내 프라이버시 팀의 멤버들과이 충돌이 있은 뒤 효율적으로 종료되었다고 보고되었다. 그러나 직원들에 따르면 드래건플라이는 2019년 3월 기준으로 여전히 지속되고 있으며 100여명이 여기에 할당되어 있다고 했다.
2019년 7월, 구글은 드래건플라이의 작업이 종료되었다고 발표했다.

## 같이 보기
- 구글에 대한 비판
- 구글 차이나